# Мерендорфф, Карло
Карло Мерендорфф (24 марта 1897 — 4 декабря 1943) — немецкий политик, член Социал-демократической партии (СДПГ) во времена Веймарской республики. Интеллектуальный активист и региональный политик в Народной земле Гессен, он сыграл важную роль в пропаганде СДПГ и антифашистского Железного фронта в последние годы существования республики. Карло был избран в рейхстаг в 1930 году. После прихода нацистов к власти он был арестован и провел несколько лет в концентрационных лагерях, прежде чем был освобожден в 1938 году. Затем Карло помогал организовывать подпольное сопротивление нацистскому режиму вплоть до своей смерти в декабре 1943 года в результате воздушного налета союзников на Лейпциг.

## Детские годы
Мерендорфф родился в Гросенхайне 24 марта 1897 года в семье отца Георга, торговавшего текстилем, и матери Шарлотты. Его семья была нерелигиозной, но лютеранской. В детстве он играл на скрипке и фортепиано. Его отец придерживался либеральных политических взглядов, и после того, как семья переехала в Дармштадт, он отправил Карло и его старшего брата Вильгельма в гуманистическую гимназию Людвига-Георга в 1907 году. Там Карло заинтересовался искусством и литературой и принял участие в движении Вандервогель.

## Военная служба и творческая деятельность
После начала Первой мировой войны, в возрасте 17 лет, Мерендорфф завербовался и был отправлен на восточный фронт под Лодзью. Карло был награжден Железным крестом второго класса за свою службу, но заболел и был госпитализирован в марте 1915 года с инфекцией внутреннего уха, из-за которой он оглох на одно ухо. Он вернулся на действительную службу в ноябре 1917 года и служил на западном фронте; в следующем году Карлт был лично награжден Железным крестом первого класса на церемонии кайзером Вильгельмом II.
В 1915 году вместе с группой друзей он начал издавать журнал, в котором публиковались стихи экспрессионистов и эссе об искусстве. Карло стал одним из ведущих авторов даже находясь на фронте, написав ряд рассказов и два романа. События 1918 года радикализировали Мерендорфа. Позже он вспоминал, что, служа на западном фронте в октябре, его подразделение внимательно следило за новостями из России: "Общим рефреном наших вечеров было: «Мы хотим быть хорошими большевиками». В последнем номере журнала за ноябрь он призвал читателей проявить инициативу в разворачивающейся революции.
В том месяце он вернулся в Дармштадт и стал соучредителем нового издания, социалистического журнала, в котором обратился к интеллектуалам и молодежи с требованием радикальных перемен. Карло нападал на социал-демократов за их союз с военными и оппозицию левым радикалам, а после революции часто критиковал новые институты и правительство Германии. Журнал привлек некоторое внимание местных жителей, в основном как со стороны левых, так и правых оппонентов, но прекратил публикацию из-за банкротства в середине 1920 года. Мерендорфф начал изучать политологию в Гейдельберге в 1919 году и, после кратких переездов в Мюнхен и Фрайбург, завершил свою диссертацию на тему «Экономическая политика коммунистической партии Германии» в 1923 году.

## СДПГ
Считая себя скорее интеллектуальным активистом, чем социалистом, Карло вскоре начал опасаться, что контрреволюция свергнет новую республику, которую он рассматривал как лучшую надежду на справедливое общество. После того, как студенты правого толка и фолькиша начали срывать лекции либералов, таких как Макс Вебер и Альберт Эйнштейн, Мерендорфф вступил в СДПГ в январе 1921 года. Он возглавлял студенческую организацию партии в Гейдельберге и много времени проводил, критикуя антисемитизм и реакцию.
После убийства министра иностранных дел Вальтера Ратенау в 1922 году правительство приказало всем государственным учреждениям временно закрыться и поднять республиканский флаг в его честь. Филипп Ленард, профессор-антисемит и националист из Гейдельберга, отказался закрывать свой институт и потребовал, чтобы студенты посещали его занятия. Мерендорфф настаивал, чтобы университет принял меры, и после того, как его проигнорировали, организовал демонстрацию из 500 студентов, чтобы противостоять Ленарду. Когда Филипп снова отказался выполнить приказ, Мерендорфф убедил полицейского взять его под «охрану», а студенты закрыли институт и сами подняли флаг. Впоследствии Мерендорффу было предъявлено обвинение во взломе, нарушении общественного порядка и подстрекательстве к беспорядкам. Он был приговорен к четырем месяцам тюремного заключения в апреле 1923 года, но не отбыл срок из-за амнистии. Он также избежал попыток университета лишить его ученой степени из-за инцидента. Дело получило общенациональную известность и даже обсуждалось в рейхстаге.
После завершения своей диссертации Мерендорфф переехал в Берлин и начал работать научным сотрудником в Профсоюзе работников транспорта. В 1925 году он подал заявку на редакционную должность в Vorwärts, партийной газете СДПГ, но получил отказ. Вместо этого он был назначен заместителем главного редактора журнала minor Hessischer Volksfreund в Дармштадте. Не интересуясь марксистской теорией и считая старшее поколение партийных лидеров оторванным от жизни, он часто критиковал их позиции. В 1926 году он присоединился к штату Пола Герца, секретаря группы СДПГ в рейхстаге, в надежде напрямую влиять на политику партии. Он писал в ежегоднике СДПГ, парламентском бюллетене и других публикациях.
Мерендорфф отличился во время избирательной кампании 1928 года, а впоследствии стал одним из ведущих экспертов партии по агитации и пропаганде. Руководство рассматривало возможность зачисления его в штат Отто Брауна или Карла Зеверинга в правительстве Пруссии, но у Мерендорффа не было желания работать под началом этих ветеранов. Вместо этого он стал начальником пресс-службы своего друга Вильгельма Лёйшнера, министра внутренних дел Гессена, должность, которую он занимал до конца республики. Вернувшись в Дармштадт, Мерендорфф озвучил свои неортодоксальные взгляды в ряде партийных журналов.
Он был особенно обеспокоен реакционным влиянием в институтах республики. Карло считал, что большинство активных избирателей приняли республиканскую форму правления, но монархический дух проявлялся в спорах по поводу политики, таких как использование имперского флага и экспроприация принцев. Он был особенно обеспокоен устойчивой независимостью рейхсвера от гражданского контроля и часто агитировал против этого.
Мерендорфф также критиковал пропорциональное представительство в избирательной системе, в которой он обвинял раздробленный политический ландшафт Германии и нестабильные коалиционные правительства. По его мнению, использование партийных списков оторвало кандидатов от избирателей, что привело к разочарованию и снижению явки. Он считал, что партии заполнили парламенты специалистами и ветеранами, которые не смогли должным образом представить граждан и предотвратили смену поколений в политике. Считая эти проблемы потенциально смертельной угрозой парламентской системе, он призвал к установлению мажоритарной избирательной системы, которая, по его мнению, заставит партии объединяться в широкие альянсы и более тесно общаться с избирателями, перед которыми они будут более подотчетны. Это резко контрастировало с традиционным взглядом СДПГ на избирательную систему — мажоритарная система, использовавшаяся в имперскую эпоху, была сильно смещена в пользу дворянства и капиталистов и десятилетиями препятствовала СДПГ добиться справедливого представительства. Большая часть партии рассматривала пропорциональное представительство как одно из ключевых демократических достижений республики.
Мерендорфф осознал угрозу нацизма раньше, чем большинство социал-демократов. Внимательно следя за крайне правыми на протяжении всего конца 1920-х годов, он считал, что фашизм в Германии потенциально может представлять острую угрозу для республики. Летом 1930 года он отметил рост нацистской партии на местных выборах по всей стране в 1928-29 годах. Карло объяснил это сильной организацией и активным членством, а также использованием экономических проблем и расовой ненависти для привлечения внимания среднего класса и крестьян. Он также отметил их успех в вербовке молодежи, которую привлекла культура действий партии и простые лозунги. В то время он верил, что нацисты могут получить до шестидесяти мест в рейхстаге на следующих выборах, заручившись поддержкой в основном буржуазных партий, на избирателей которых повлияла бы их эмоциональная риторика и оппозиция марксизму. Карло призвал к мобилизации и действиям против этой угрозы, но руководство СДПГ было озабочено кризисом правительства Брюнинга. Нацисты в конечном итоге получили 107 мест на сентябрьских выборах 1930 года.
Впоследствии критика Мирандорффа в адрес СДПГ усилилась, и он призвал партию изменить свою стратегию. Он считал, что они провалили избирательную кампанию, нацелившись в первую очередь на Брюнинга, а не на нацистов и коммунистов, пренебрегли призывами к эмоциям, которые нацисты так эффективно использовали, и передали внепарламентскую политику двум антиреспубликанским партиям. До конца жизни республики он посвятил свое время анализу фашизма и разработке предложений по борьбе с ним. К 1931 году он считал, что успех нацистов был вызван многими источниками социального недовольства, а не только экономическим кризисом, как это было при партийной ортодоксии, хотя он не учитывал антисемитизм как основной фактор. По его мнению, СДПГ необходимо было представить альтернативное, позитивное видение для привлечения избирателей. Их программа должна понравиться всем слоям общества, из которых нацизм черпал свои силы для эффективного противодействия ему. Карло предложил, чтобы пропаганда СДПГ была сосредоточена на интернационализме и примирении для противодействия нацистскому национализму и шовинизму, восстановлении экономики для привлечения на свою сторону недовольных и реформе избирательной и федеральной системы для укрепления демократической легитимности.
В сентябре 1931 года Мерендорфф и Лейшнер обнаружили документы Боксхайма, сборник внутренних нацистских документов, в которых подробно описывался их план борьбы с коммунистическим восстанием, включающий военное положение, казни и прекращение поставок в города, оккупированные рабочими, в случае необходимости. Документы были опубликованы в ноябре и попали в заголовки газет, но никаких обвинений по этому поводу предъявлено не было, поскольку буржуазные лидеры, которые рассматривали нацистов как потенциальных союзников, отказались продолжать расследование дела.

## Железный фронт

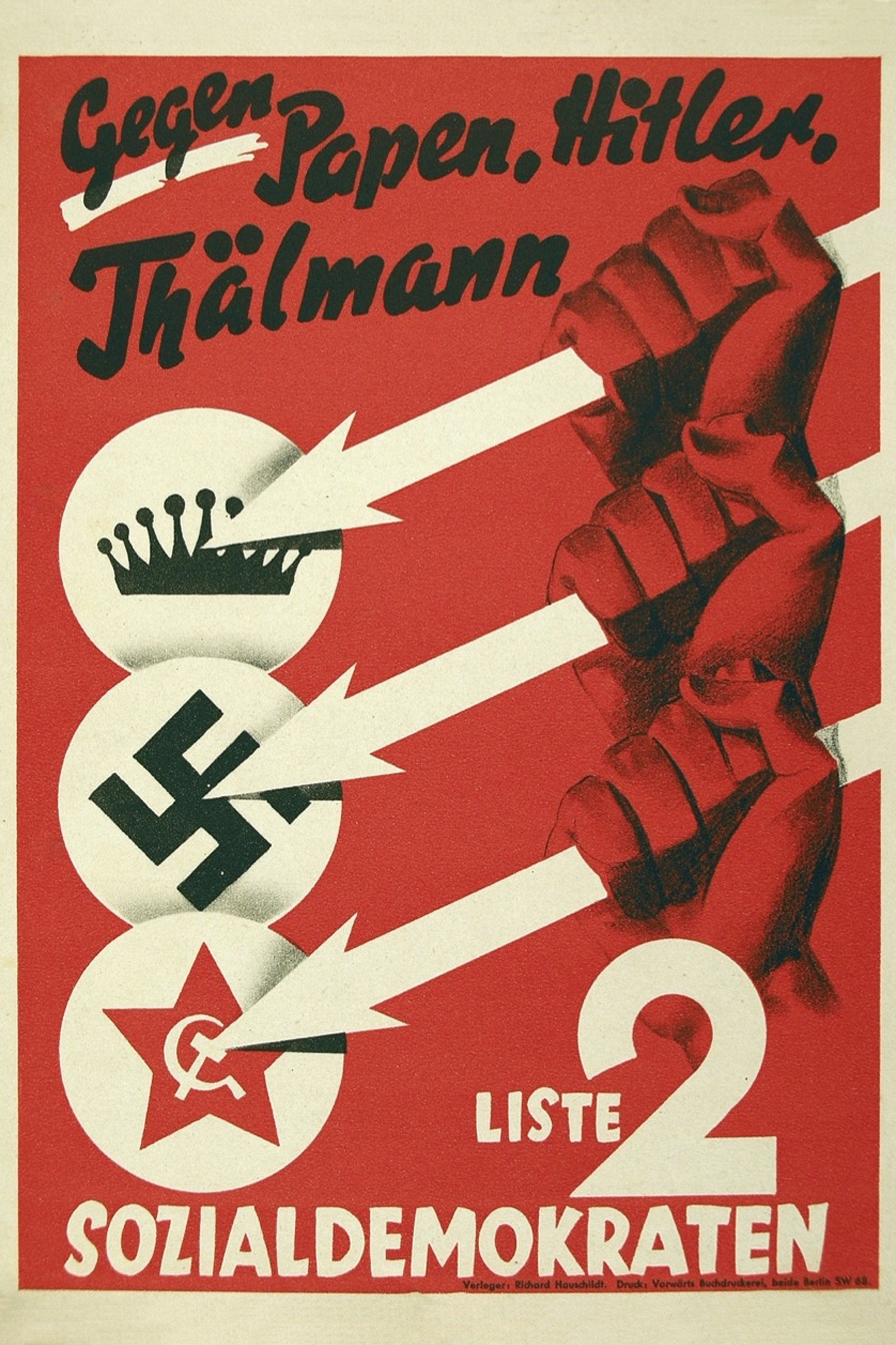
Предвыборный плакат к выборам 1932 года

Тем не менее, документы способствовали основанию Железного фронта в конце того же года. Мерендорфф нанял изгнанного российского социал-демократа Сергея Чахотина для развития имиджа и пропаганды организации, надеясь обратиться к тем, кто не был под влиянием традиционных средств, таких как пресса и публичные собрания. Они создали Три стрелы, представляющие «единство, активность и дисциплину», хотя они наиболее известным образом использовались в плакате СДПГ для выборов в ноябре 1932 года, чтобы изобразить борьбу с монархизмом, фашизмом и коммунизмом; позже они стали культовым символом социал-демократии по всей Европе. Мерендорфф и Чахотин также пропагандировали приветствие «свободы» (нем. Freiheit) с поднятым кулаком среди членов Железного фронта.
Мирендорфф надеялся, что более активистская, ориентированная на пропаганду стратегия оживит СДГ и объединит ее разделенное левое и правое крылья в стремлении к действиям против нацизма на местах. В феврале 1932 года Рейхсбаннер согласился назначить Чахотина главой отдела пропаганды Железного фронта, и его предложения начали распространяться по всей стране. Они были популярны среди рядовых, но изо всех сил пытались найти признание среди руководства и были реализованы вяло. Когда Мирендорфф и Чахотин обратились к исполнительной власти СДПГ со своими предложениями в преддверии выборов в прусском штате в апреле, они столкнулись с опасениями по поводу общественного имиджа и возможности проблем с полицией. Хотя исполнительная власть согласилась после некоторой задержки, план был принят хаотично в конце кампании, и СДПГ плохо проиграла выборы.
Мирендорфф и Чахотин получили свободу действий для полной реализации своих предложений на выборах в штате Гессен 19 июня. В течение четырех недель Железный фронт активно проводил кампанию. Активисты распространяли 50 000 кнопок с тремя стрелками, размещали флаги и баннеры в общественных местах и приветствовали соседей антифашистским салютом. В кампаниях использовались молодые ораторы, чтобы обратиться к молодежи, а Железный фронт организовал марши и митинги на крещендо кампании, чтобы продемонстрировать свое единство и готовность. Они организовали в общей сложности десять крупных мероприятий во время кампании по сравнению с четырьмя нацистами; в последнюю неделю кампании СДПГ провела три парада в столице Дармштадте, в то время как нацисты не провели ни одного.
Мирендорфф и Чахотин считали, что их усилия были успешными, и были очень взволнованы результатами выборов. По сравнению с предыдущими шестью месяцами ранее, СДПГ получила еще 4100 голосов, что нарушило снижение национальной тенденции. Нацисты также упали на 600 голосов в самом Дармштадте. Мирендорф признал, что их успех был ограничен определенными областями — нацисты улучшили свою общую производительность с 37 % до 44 % — но были довольны результатом. Несмотря на значительное снижение явки, он считал, что они успешно мобилизовали неизыгателей. Их модель была широко распространена во время июльских федеральных выборов. Несмотря на то, что СДПГ все еще терпела спад, Железный фронт был вдохновлен своим новым имиджем, и его нацистские и коммунистические оппоненты приняли к сведению.

## Арест и смерть
После того, как Карло сбежал в Цюрих, он не стал скрываться. Полагая, что он обязан сражаться, Мерендорфф вернулся в Германию через две недели. Он присутствовал в рейхстаге 23 марта и проголосовал против Разрешительного акта. Карло почти три месяца избегал ареста, но был задержан 13 июня. 21 июня его доставили в концентрационный лагерь Остхофен, где в первую ночь он подвергся избиениям и издевательствам, и ему пришлось провести несколько недель в лазарете. С ним также плохо обращались психологически: в течение нескольких дней Мерендорффу приходилось выпрямлять гвозди, которые гнули другие заключенные. После перевода в различные другие концентрационные лагеря он был освобожден в 1938 году. Впоследствии, несмотря на слежку со стороны нацистских властей, он установил контакты с многочисленными подпольными оппозиционными группами и писал для сопротивления под псевдонимом «Виллемер». В 1941 году он присоединился к кружку Крайзау. В теневом кабинете Людвига Бека Мерендорф был предложен на должность старшего сотрудника отдела пропаганды.
Мерендорфф был убит во время воздушного налета союзников на Лейпциг 4 декабря 1943 года. Он был похоронен на лесном кладбище Дармштадта.
Площадь Мерендорфплац в Шарлоттенбурге, Берлин, названа в его честь, как и многочисленные улицы в городах по всему Гессену.